# Dawid Razi’el
Dawid Razi’el (hebr.: דוד רזיאל, właśc. Dawid Rozenson, ur. 19 grudnia 1910 w Smorgoniach, zm. 20 maja 1941 w Iraku) – rosyjski Żyd, członek Hagany i Irgunu, którego był dowódcą w latach 1938–1939 i 1940–1941.
Pod jego dowództwem Irgun rozpoczął działania odwetowe na ludności arabskiej w trakcie arabskiego powstania w Palestynie (1936–1939), które zostały potępione przez władze żydowskiego Jiszuwu. W 1939 roku zainicjował ataki również na Brytyjczyków. Po wybuchu II wojny światowej poparł apele Ze’ewa Żabotyńskiego o wstrzymanie działań przeciwko Wielkiej Brytanii. Decyzja ta doprowadziła do sporów w ramach Irgunu i odejścia z organizacji Awrahama Sterna, który utworzył Lechi. W 1941 roku wstąpił do British Army.
Zginął w 1941 roku w Iraku podczas działań brytyjskich pod Faludżą w wyniku niemieckiego bombardowania.

## Życiorys

### Młodość
Urodził się 19 grudnia 1910 roku w Smorgoniach (ówczesne Imperium Rosyjskie, obecnie Białoruś) w rodzinie nauczycieli Awrahama Mordechaja i Blumy Rozensonów. Jego ojciec został zaproszony do pracy w szkole Tachkemoni w Tel Awiwie, dlatego latem 1914 roku rodzina dokonała aliji do Palestyny (należącej wówczas do Imperium Osmańskiego). Po wybuchu I wojny światowej rodzina Rozesonów, jak wszyscy znajdujący się wówczas na terenie ówczesnego państwa osmańskiego obywatele rosyjscy, została deportowana do Egiptu, skąd powróciła do Europy. Przez ten czas rodzice dbali, aby poznawał język hebrajski, Torę i nowoczesną literaturę hebrajską. W 1923 roku powrócili do brytyjskiego Mandatu Palestyny, a jego ojciec podjął pracę w tej samej szkole w Tel Awiwie. Dawid ukończył tę samą szkołę oraz zdał w niej maturę. W okresie swojej nauki napisał dwie sztuki teatralne „Ha-Margelim” (dosł. Szpiedzy) i „Korach”, a także dwa eseje o królach Szaulu i Dawidzie. Dodatkowo przez dwa lata uczył się w jesziwie Merkaz ha-Raw rabina Awrahama Kuka, a następnie rozpoczął naukę na Uniwersytecie Hebrajskim w Jerozolimie, gdzie studiował matematykę, filozofię oraz nauki żydowskie. Na uniwersytecie był członkiem Brit El-Al, organizacji złożonej przez prof. Josefa Klausnera, która powiązana była z rewizjonistami.

### Działalność w podziemiu
Zamieszki w Palestynie i pogromy ludności żydowskiej w 1929 roku sprawiły, że wstąpił do Hagany w Jerozolimie. W 1931 roku Awraham Tehomi wraz z popierającymi go bojownikami wystąpili z Hagany i założyli Haganę Bet wstąpił również do tej organizacji. Zaangażował się w pracę wychowawczą i szkoleniową, tłumaczył i przygotowywał podręczniki dotyczące użycia broni, szkolenia i taktyki. Jednym z nich jest Ha-Ekdach (dosł. Pistolet) napisany wspólnie z Awrahamem Sternem i wydany w 1937 roku. W 1936 roku w Palestynie wybuchło powstanie arabskie. Uważał, że ataki na ludność żydowską są wypowiedzeniem wojny, ponieważ Arabowie mieli ten sam cel co Żydzi – stworzyć własną ojczyznę. Dlatego kładł nacisk na przysposobienie wojskowe młodzieży żydowskiej w kraju i za granicą, aby mogła ona stanowić zalążek hebrajskich sił zbrojnych, które staną do walki z wrogiem. Według niego żydowską odpowiedzią na powstanie nie powinna być przyjęta przez Jiszuw hawlaga, a zorganizowany atak.
W 1937 roku doszło do podziału w Haganie Bet. Tehomi wraz z grupą popierających go dowódców i bojowników powrócili do Hagany. Ze’ew Żabotyński wraz z pozostałymi w organizacji dokonali reorganizacji struktur. Od tego czasu Haganę Bet przemianowano na Irgun Cewai Leumi. Nowym dowódcą został Robert Bitker. Razi’ela mianowano dowódcą okręgu jerozolimskiego. 14 listopada (tzw. Czarna Niedziela) miała miejsce pierwsza, zakrojona na szeroką skalę operacja odwetowa na Arabach, którą zatwierdzili sztab organizacji i sam Żabotyński. Irgun pierwszy raz w swojej historii przeprowadził w tym samym momencie ataki w różnych częściach Palestyny. Za zaplanowanie i przeprowadzenie operacji odpowiedzialny był Razi’el.. Ogłosił on jednocześnie, że ataki te były przejściem Irgunu z obrony pasywnej do obrony aktywnej. Od tego czasu Irgun przeprowadzał operacje odwetowe na społeczności arabskiej, które były potępiane przez Jiszuw i Mapai jako działalność terrorystyczna.

### Dowódca Irgunu
W 1938 roku zastąpił Moszego Rozenberga na stanowisku dowódcy Irgunu.
29 czerwca 1938 roku na Szlomo Ben Josefie, członku Bejtaru i Irgunu, władze mandatowe wykonały karę śmierci przez powieszenie. Wyrok ten wydano za to, iż Ben Josef wraz z kolegami ostrzelał arabski autobus. W Irgunie pojawiła się dyskusja na temat dalszego użycia siły. Zdecydowano się jednak ograniczyć ataki wyłącznie do społeczności arabskiej, aby nie zaostrzyć polityki antysyjonistycznej władz brytyjskich.
W styczniu 1939 roku, posługując się fałszywymi danymi, udał się do Paryża na spotkanie przedstawicieli Nowej Organizacji Syjonistycznej (Ha-Cach), Bejtaru i Irgunu. Jego rezultatem była umowa, iż Razi’el będzie pełnił funkcje dowódcy Irgunu i Bejtaru w Palestynie jednocześnie. Decyzja ta spowodowała przesunięcie odpowiedzialności za młodzieżówkę rewizjonistów z Ha-Cachu do Irgunu. W tym samym roku Brytyjczycy wydali tzw. białą księgę MacDonalda. Jako odpowiedź Żabotyński zaproponował w sierpniu, aby wzniecić w Palestynie zbrojne powstanie, które rozpocznie się lądowaniem nielegalnych imigrantów na czele z Żabotyńskim. Pomysł zyskał aprobatę Razi’ela, ale nie został zrealizowany przez wybuch II wojny światowej. W czerwcu, w ramach odpowiedzi na białą księgę, Irgun rozpoczął również działania przeciwko władzom mandatowym.
19 maja 1939 roku został zatrzymany przez policję i osadzony w więzieniu w Akce, a jego obowiązki przejął tymczasowo Chanoch Kala’i.

### Po wybuchu II wojny światowej
Po wybuchu wojny poparł postulat Żabotyńskiego, aby zaprzestać działań zbrojnych przeciw Brytyjczykom i wesprzeć ich w wojnie z Niemcami. W październiku podpisał porozumienie z inspektorem generalnym policji i wiezień w Mandacie Palestyny Alanem Saundersem o wstrzymaniu ataków na siły brytyjskie. Jednocześnie opowiedział się za wyjściem z podziemia i stworzeniem żydowskich sił zbrojnych. Wszystko to sprawiło, że popadł w konflikt ideologiczny z radykalnym skrzydłem Irgunu, któremu przewodził Awraham Stern.
Po podpisaniu umowy z Saundersem został zwolniony z więzienia i powrócił na swoje stanowisko w Irgunie. Jednak dalsze spory wewnątrz organizacji pomiędzy stronnictwami Razi’ela i Sterna doprowadziły do tego, że 19 czerwca 1940 roku Razi’el zrezygnował z dowodzenia Irgunem na rzecz Sterna. Rezygnacja wywołała zaniepokojenie wśród członków Bejatru i Irgunu, którzy zaapelowali, aby powrócił na stanowisko dowódcy. Zmiany tej jednak mógł dokonać sam Żabotyński, co też zrobił 28 lipca. Decyzja ta oraz poparcie Brytyjczyków w walce z Niemcami doprowadziły do rozłamu w organizacji, odejścia Sterna i powstania Lechi.
Po rozłamie w Irgunie zmienił miejsce zamieszkania na Jerozolimę, gdzie poznał swoją przyszłą żonę Szoszanę Szpicer i zaangażował się w jednoczenie organizacji podzielonej wewnętrznymi sporami.

### Współpraca z Brytyjczykami
W 1941 roku w Iraku wybuchła rebelia Raszida Alego al-Kilaniego wyrażającego proniemieckie stanowisko. W świetle niemiecko-włoskich postępów w Afryce Północnej Brytyjczycy musieli podjąć kroki zaradcze, aby pola roponośne i składy ropy nie zostały przejęte przez powstańców. Zwrócili się z prośbą do Irgunu, aby ten wystawił oddział sabotujący instalacje naftowe. Razi’el zgodził się i wraz z Ja’akowem Merdidorem, Ja’akowem Siką Aharonim i Ja’akowem Tarzim wylecieli do Al-Habbanijji. Tam dowiedzieli się, że operacja wysadzenia składów paliwa została odwołana i przydzielono im działania wywiadowcze w przygotowaniach do zdobycia Faludży. Zginął 20 maja podczas wykonywania zadań wraz z towarzyszącym mu oficerem brytyjskim w wyniku niemieckiego bombardowania.
Został pochowany na brytyjskim cmentarzu wojskowym w Al-Habbanijji. Na nagrobku użyto nazwiska, pod którym służył w British Army – Ben Mosze. Miał stopień kapitana. Meridor nalegał, aby ciało było przetransportowane do Palestyny, ale Brytyjczycy oponowali, tłumacząc się tradycją wojskową, iż poległych chowają w miejscu, gdzie zginęli. Poza tym obawiali się, że przywiezienie ciała osoby, która pomagała tłumić powstanie w Iraku do Palestyny zaogniłoby sytuację w mandacie.

## Życie prywatne
W 1939 roku poślubił Szoszanę Szpicer, również członka Irgunu. W 1942 roku Szoszana urodziła ich syna Dawida, który jednak zmarł wkrótce po porodzie. Po śmierci męża otrzymała wsparcie od swojej szwagierki Estery Razi’el-Na’or .

## Upamiętnienie

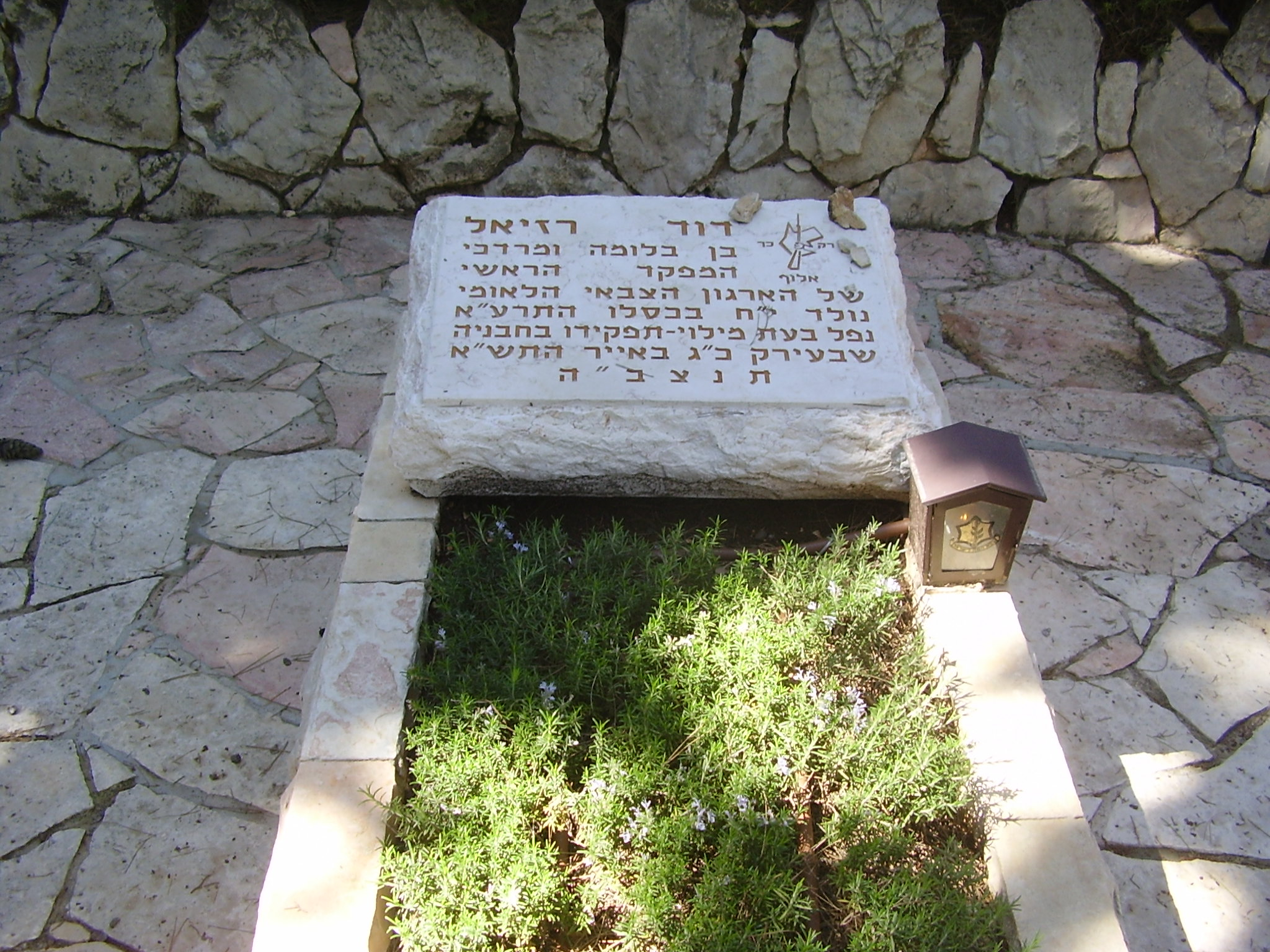
Grób Razi’ela w Jerozolimie.

W 1955 roku rząd Iraku zgodził się na wywiezienie z kraju ciała, ale pod warunkiem, że zostanie pochowane na Cyprze. We wrześniu 1960 roku Menachem Begin zwrócił się do niepodległych władz Cypru o zgodę na przetransportowanie trumny do Izraela. 16 marca 1961 roku przetransportowano ją do Izraela i pochowano na cmentarzu na Wzgórzu Herzla. Pośmiertnie nadano mu stopień Allufa (OF-7 – generał dywizji). Dzień jego śmierci ustanowiono dniem pamięci o bojownikach Irgunu.
Na cześć jego nazwano miejscowość Ramat Razi’el i gospodarstwo Bejtaru w Herclijji.